# Bitchū

Mappa delle province giapponesi con la provincia di Bicchū evidenziata.

Bitchū (備中国?, Bitchū no kuni) è stata una provincia del Giappone sul lato occidentale del Mare Interno sull'isola di Honshū, in quella che è ora la parte occidentale della prefettura di Okayama.

## Storia
Bitchū confinava con le province di Hoki, Mimasaka, Bizen e Bingo.
L'antica capitale e il tempio provinciale furono costruiti nelle vicinanze di Sōja. Per la maggior parte del periodo Muromachi la provincia venne dominata dal clan Hosokawa, che risiedeva sull'isola di Shikoku e concedeva un certo grado di indipendenza alla provincia. 
Nel periodo Sengoku altri samurai combatterono per il suo possesso: fra questi Oda Nobunaga, che fu assassinato mentre stava combattendo contro Mōri Terumoto, portando a una divisione della provincia. Dopo il 1600 la provincia venne inclusa nello han (feudo) di Okayama e governata da Ukita Hideie dal suo castello. 
Quando le vecchie province vennero riorganizzate in prefetture, la città principale non era ancora Okayama, bensì Kurashiki che ospitava la tesoreria di zona.